# Nannocharax macropterus
Nannocharax macropterus es una especie de peces de la familia Citharinidae en el orden de los Characiformes.

## Morfología
Los machos pueden llegar a alcanzar los 6 cm de longitud total.

## Hábitat
Vive en zonas de clima tropical (24 °C- 28 °C).

## Distribución geográfica
Se encuentran en África.